# Šmihel pod Nanosom
Šmihel pod Nanosom je gručasto naselje ob vznožju Nanosa v Občini Postojna.
V Šmihelu se nahajajo ostanki prazgodovinske naselbine, ki je nekaj časa veljala za Metulum (grško Μετουλον - Metulon), glavno gradišče ilirskih Japodov.

## Arheologija
Gradišče Grad z izrazito strateško lego na območju »Postojnskih vrat« severno od naselja, je ena najvažnejših in največjih naselbin notranjske prazgodovinske kulturne skupine. Planoto trapezaste oblike obdajajo z vseh strani strma pobočja, po robovih pa potekajo obsežni okopi (severni in vzhodni sta dolga okoli 350 m).
Poselitev se je pričela v 8. stoletju pr. n. št. in je trajala do 1. stoletja pr. n. št. Opustitev naselbine se povezuje z uvedbo rimskega nadzora na tem območju, ko je rimska vojska v času cesarja Oktavijana v vojni med leti 35 do 33 pr. n. št. zavzela naselbino in jo uničila.
Posamezna grobišča pod naseljem so časovno ločena, prevladujejo pa žgani in žarni grobovi. Posebnost so grobovi z orožjem iz 4. stoletja pr. n. št. Odsev vojaških spopadov za zavzetje naselja je v okopu gradišča odkrito rimsko orožje iz obdobja okoli 2. stoletja pr. n. št. z nad 370 primerki čelad, mečev, osti kopij in konic katapultnih izstrelkov. Večino najdenega gradiva je shranjenega v Naravoslovnem muzrju na Dunaju in Narodnem muzeju Slovenije v Ljubljani.